# Avril 1948

## Événements
- 1er avril :
  - Début de la distribution de l'aide américaine en Europe de l'Ouest dans le cadre du plan Marshall.
  - Suppression des droits de douane et des visas entre la France et la Sarre.
  - Fin du rationnement du pain, des pâtes et du charbon en Suisse.
  - Entrée en vigueur du traité soviéto-suisse sur la reprise des relations économiques entre les deux pays.
  - Publication de l’article αβγ écrit par Ralph Alpher, Hans Bethe et George Gamow sur la nucléosynthèse primordiale, c’est-à-dire la formation des premiers noyaux atomiques d'hydrogène et d'hélium durant les cinq premières minutes de l'univers après le Big Bang[1].
- 4 : Soulèvement de Jeju
- 4 - 11 avril : élections en Algérie.
- 5 avril : un tribunal militaire américain acquitte Alfred Krupp et 11 autres industriels allemands, de l'accusation de crimes de guerre.
- 7 avril : 
  - discours de Staline sur le traité Finno-soviétique[2].
  - visite officielle du comte Carlo Sforza en Suisse pour remercier le Conseil fédéral de l’aide apportée par la Confédération suisse à la population italienne durant la guerre.
- 9 avril : massacres de 110 civils par les terroristes juifs de l'Irgoun et du groupe Stern à Deir Yassin, qui entraîne une panique chez les Palestiniens.
- 10 avril :
  - En Allemagne, fin du procès des Einsatzgruppen.
  - Création de l’UPC (Union des populations camerounaises). Elle milite pour l’acquisition de l’indépendance immédiate et la réunification des deux Cameroun et entretient des relations privilégiées avec le PCF. Soulèvement de Ruben Um Nyobe pour l’indépendance du Cameroun.
- 12 avril : en France, fondation de la CGT-FO (Confédération générale du travail - Force ouvrière) par les partisans de Léon Jouhaux après la scission de décembre 1947.
- 13 avril : la Roumanie adopte une nouvelle Constitution, sur le modèle de celle de l’URSS.
- 16 avril : fondation à Paris de l'OECE (Organisation européenne de coopération économique, future OCDE) par 16 pays et les zones d'occupations alliées en Allemagne et à Trieste. Elle devra répartir l’aide américaine fournie au titre du plan Marshall.
- 18 avril : victoire de la Démocratie chrétienne (48,5 % des voix) aux élections parlementaires italiennes. Le Front populaire démocratique du Parti communiste italien et du Parti socialiste italien réunit obtient 31 %. Alcide De Gasperi forme un gouvernement de coalition avec les sociaux-démocrates (PSLI), les libéraux et les républicains. Il pratique une politique centriste, ouverte au progrès social mais prudente.
- 19 avril : au Costa Rica, vainqueur les 11-12 avril, Figueres signe le pacte de l’Ambassade du Mexique qui met fin aux affrontements, puis le pacte d’Ochomogo avec le dirigeant communiste Manuel Mora. Les communistes acceptent de déposer les armes si les garanties sociales sont préservées. Figueres répond qu’il entend étendre ces garanties.
- 25 avril : le prototype du North American F-86 Sabre franchit le mur du son devenant ainsi le premier avion à réaction supersonique.
- 26 avril : l’Agence juive forme un gouvernement provisoire en Palestine que dirige David Ben Gourion tandis que la violence se développe entre militants sionistes et arabes.
- 28 avril : premier vol aérien commercial sans escale entre Paris et New York, effectué par un Constellation de la compagnie Air France.
- 30 avril : création à Bogota de l'OEA (OAS) : Organisation des États américains[3] chargée du maintien de la paix et de la résolution pacifique des différends entre les pays du continent. Signature d’un Traité américain de règlement pacifique (pacte de Bogota), d’une convention économique, de deux conventions sur les droits politiques et civiques de la femme et de 46 résolutions, dont celle de « Préservation et défense de la démocratie en Amérique » qui indique clairement que le communisme est incompatible avec la démocratie.

## Naissances
- 1er avril : 
  - Jimmy Cliff, musicien jamaïcain.
  - Paul Myners, homme d'affaires et homme politique britannique († 16 janvier 2022).
- 2 avril :
  - Marie Eykel, actrice québécoise.
  - Jean Solé, dessinateur français de bandes dessinées.
- 3 avril :
  - Arlette Cousture, écrivaine québécoise.
  - Carlos Salinas de Gortari, président du Mexique entre 1988 et 1994.
  - Hans-Georg Schwarzenbeck, footballeur allemand
- 4 avril : Dan Simmons, écrivain américain.
- 9 avril : Bernard-Marie Koltès, écrivain français († 15 avril 1989).
- 11 avril : 
  - Marcello Lippi, footballeur puis entraîneur italien.
  - Gueorgui Iartsev, joueur et entraîneur de football soviétique († 15 juillet 2022).
- 12 avril : Marc Waelkens, archéologue et professeur belge.
- 13 avril : Guy Harpigny, 100e évêque de Tournai.
- 14 avril : Claude Vivier, compositeur québécois
- 15 avril : Jean-Pierre Romeu, joueur de rugby à XV français
- 16 avril :
  - Christiane Gagnon, politicienne québécoise.
  - Edward C. Gillow, acteur et producteur américain.
  - Jean Seignemartin, artiste-peintre français du XIXe siècle
- 17 avril : 
  - Robert H. Crabtree, chimiste britannique naturalisé américain.
  - François Gèze, éditeur français († 28 août 2023).
- 18 avril :
  - Yasumasa Kanada, mathématicien japonais.
  - Régis Wargnier, réalisateur de film français.
- 19 avril : Évelyne Dhéliat, ancienne speakerine et présentatrice de télévision française.
- 23 avril : Serge Thériault, acteur québécois.
- 27 avril : Georges Goven, joueur de tennis français
- 28 avril : Terry Pratchett, écrivain britannique.
- 30 avril : Robert Tarjan, informaticien américain.